# Roy Crane
Royston Campbell Crane (22 de noviembre de 1901 – 7 de julio de 1977), que firmaba como Roy Crane, fue un influyente historietista estadounidense, creador de los personajes Wash Tubbs, Captain Easy y Buz Sawyer. Pionero de la tira de prensa de aventuras, estableció las convenciones y el enfoque artístico del género. El historiador del cómic R. C. Harvey escribió, "Muchos de los que dibujaron las primeras tiras de aventuras se inspiraron y estuvieron influidos por su obra."

## Biografía
Nacido en Abilene, Texas, Crane se crio en la cercana Sweetwater. Cuando tenía 14 años, llevó a cabo el curso de dibujo por correspondencia de Charles N. Landon. Estudió primero en la Universidad Hardin-Simmons de Abilene y luego en la Universidad de Texas en Austin, donde fue miembro de la fraternidad Phi Kappa Psi. A los 19, recibió clases durante seis meses en la Academia de Bellas Artes de Chicago. 
Al principio su carrera sufrió muchos altibajos. Por ejemplo se ocupó del montaje de tiendas para un campamento chautauqua o trabajó en el amarradero de un marinero, además de viajar ilegalmente en tren. 
En 1922, comenzó su carrera como humorista gráfico en New York World, ayudando a H. T. Webster. Crane estuvo también influenciado por el trabajo de Ethel Hays, especialmente en lo que se refiere al dibujo de mujeres.